# Oldisleben
Oldisleben är en ortsteil i staden An der Schmücke i Kyffhäuserkreis i förbundslandet Thüringen i Tyskland. Oldisleben var en kommun fram till den 1 januari 2019 när den uppgick i den nya staden An der Schmücke. Oldisleben hade 2 196 invånare 2018.